# La mendicante di Locarno
La mendicante di Locarno (Das Bettelweib von Locarno) è un racconto dello scrittore tedesco Heinrich von Kleist pubblicato dapprima nel numero dell'11 ottobre 1810 del quotidiano Berliner Abendblättern, pp. 39-42; fu rivisto e pubblicato nel secondo volume dei Racconti (Erzählungen) nel 1811.

Castello visconteo a Locarno

## Trama
Durante l'assenza del marito, la moglie di un marchese accoglie, in un grande castello nei pressi di Locarno, una mendicante ammalata; impietosita le permette di stendersi su della paglia ammucchiata in un angolo di una spaziosa stanza. Rientrato a casa, il marchese scaccia la donna dal luogo in cui giace e le ordina di mettersi dietro a una stufa. Nello spostarsi, la mendicante cade, si ferisce gravemente e muore.
Molto tempo dopo il marchese si trova nella necessità di vendere il castello. Un potenziale acquirente, un cavaliere fiorentino, viene ospitato nel castello e trascorre la notte proprio nella stanza in cui era morta la mendicante; durante la notte il cavaliere sente rumori di passi e spaventato rifiuta l'acquisto. Il marchese e sua moglie decidono allora di verificare di persona il racconto del cavaliere; anch'essi però a mezzanotte odono rumori di passi. Mentre il marchese, afferrata una spada, mena fendenti in aria per combattere l'eventuale fantasma, la moglie spaventata decide di recarsi immediatamente in città. Prima che la carrozza varchi il portone, però, la marchesa vede il castello in fiamme. I soccorritori trovano il marchese morto. Ancora oggi le bianche ossa del marchese giacciono nel punto della stanza dal quale egli aveva fatto alzare la mendicante.

## Edizioni
- Heinrich von Kleist, «Das Bettelweib von Locarno». In: Heinrich von Kleist, Erzählungen, Band 2, Berlin: Reimer, 1811, pp. 86-92[2]
- Heinrich von Kleist, Racconti, Vol. 2; traduzione e introduzione di Ervino Pocar, Lanciano: R. Carabba, stampa 1922
- Heinrich von Kleist, Racconti; a cura di Luisa Vertova, Milano: Bompiani, 1945
- Heinrich von Kleist, I racconti; traduzione dal tedesco di Ervino Pocar, Collezione I grandi libri Garzanti 197, Milano: Garzanti, 1977
- Heinrich von Kleist, Opere, 2 voll.; premessa, traduzione e note di Ervino Pocar; con una introduzione di Emil Staiger, Milano: Guanda, 1980
- Heinrich von Kleist, Tutti i racconti; a cura di Italo Alighiero Chiusano; traduzione di Ervino Pocar; premesse e note di Alessandro Fambrini, Firenze: Giunti, 1995, ISBN 88-09-20536-7
- Heinrich von Kleist, I racconti; V edizione; introduzione di Giuliano Baioni; traduzione di Andrea Casalegno, Collezione I grandi libri Garzanti 197, Milano: Garzanti, 1988, ISBN 88-11-58197-4
- Heinrich von Kleist, Tutti i racconti; a cura di Marina Bistolfi; con un saggio critico di Thomas Mann, Milano: A. Mondadori, 1997, ISBN 88-04-43288-8
- Heinrich von Kleist, La mendicante di Locarno; testo originale a fronte; postfazione di Roberto Lamantea; traduzione dal tedesco di Lorenzo De Nobili e Stephanie Warnke; disegni di Filippo Millosevich, Mestre: Amos, 2011, ISBN 978-88-87670-27-1[3]